# Projet Diaspora
Projet Diaspora (titre original : The Quiet Pools) est un roman de science-fiction de Michael P. Kube-McDowell publié en 1990 puis traduit en français et paru en 1993.
Le roman évoque un projet ambitieux de l'Occident qui souhaite, à la fin du XXIe siècle, envoyer un gigantesque vaisseau spatial en direction de Tau Ceti en vue d'une colonisation d'une planète habitable. Ce projet est violemment combattu par le groupe terroriste Notre Terre, totalement opposé à ce projet et coordonné par le mystérieux « Jérémie ». Le récit suit la vie de Christopher McCutcheon qui est en proie à des problèmes conjugaux, familiaux et professionnels, ainsi que les actions de « Jérémie » et la traque dont il est l'objet par les services de sécurité du Projet Diaspora. Les deux points centraux de l'intrigue sont de savoir si le vaisseau sera envoyé vers Tau Ceti malgré les actions terroristes de Jérémie et de Notre Terre (ou si au contraire il sera endommagé voire détruit par ces derniers), et si Jérémie parviendra à ses fins ou sera mis hors d'état de nuire.
Le titre français du roman évoque la diaspora humaine à travers les étoiles.

## Personnages
- Principaux personnages
  - « Jérémie » : chef du collectif Notre terre qui souhaite la destruction du Projet Diaspora.
  - Hiroko Sasaki : directrice générale du Projet Diaspora.
  - Mikhail Dryke : chef de la sécurité du Projet Diaspora.
  - Christopher McCutcheon : historien et bibliothécaire.

- Personnages liés à Christopher McCutcheon
  - Loi et Jessie : les deux épouses actuelles de Christopher.
  - William McCutcheon : père de Christopher.
  - Lynn-Ann : sœur de Christopher.
  - Sharron (mère sociale) et Deryn (mère biologique).
  - Daniel Keith : ami de Christopher.
  - Eric Meyfarth : psychiatre de Christopher.
  - Lila : intelligence artificielle.

- Personnages non liés à Christopher McCutcheon
  - Thomas Tidwell : historien, membre du Projet Diaspora.
  - Roger Marshall : membre du Projet Diaspora.
  - Anna X : directrice générale de la station spatiale Sanctuary.
  - Maléna Graham : jeune femme assassinée par un exalté se réclamant de Jérémie.

## Résumé
En 2095, la Terre est surpeuplée et en proie au dérèglement climatique, nul ne sait comment les choses vont évoluer. Une coalition de nations, menée par l'Occident, a créé le Projet Diaspora dont l'objectif est d'envoyer des vaisseaux spatiaux dans la galaxie afin de coloniser des planètes habitables. Douze ans avant le début du récit, en 2083, les Humains ont ainsi envoyé à travers l'espace un premier vaisseau spatial Ur. La construction du deuxième vaisseau est voie d'achèvement : le Memphis doit décoller dans les deux ans qui viennent. À son bord, dix mille colons prendront place, placés en biostase. Ils se réveilleront à proximité de Tau Ceti.
Le Projet Diaspora est violemment combattu par le groupe terroriste Notre Terre, totalement opposé à ce projet et coordonné par le mystérieux « Jérémie ». Les membres du groupe accusent les colons de désertion et la direction du Projet Diaspora de traîtrise : plutôt que coloniser les étoiles, les Humains feraient mieux d'améliorer le sort des milliards de miséreux sur Terre.
Pour sa part, Christopher McCutcheon est en proie à des problèmes conjugaux, familiaux et professionnels. Ses deux épouses lui causent des soucis conjugaux et l'obligent à aller consulter un psychiatre. Christopher est aussi dans l'angoisse de ne pas connaître les conditions de sa naissance : pourquoi ses parents ont-ils voulu sa naissance ? pourquoi a-t-on fait appel à une mère porteuse ?
Alors que Christopher part à la recherche de sa « vérité personnelle » et de l'histoire de sa famille, et qu'il rencontre tour à tour son père William, sa sœur Lynn-Anne et sa mère biologique Deryn, les actions violentes de Notre Terre sont perpétrées : des attaques ont lieu contre les bases de l'organisation sur la terre ferme, mais aussi contre des engins spatiaux qui ravitaillent le vaisseau Memphis.
La direction du Projet Diaspora est sur les dents : comment empêcher les terroristes de venir à leurs fins ? La situation se complique quand une jeune femme, sélectionnée pour embarquer sur le Memphis, est assassinée par un exalté se réclamant de Notre Terre : nul n'est en sécurité.
Depuis la base centrale de Prainha, au Brésil, Dryke, le directeur des services de sécurité du Projet, traque « Jérémie » avec l'aide des Forces armées transcontinentales (« F.A.T. »)...

## Autour du roman
- Le roman évoque le projet R.A.D.I.A.N. : la création d'une immense encyclopédie électronique, qui fait penser à Wikipédia.
- Le roman a été proposé aux prix de science-fiction suivants :
  - prix Hugo 1991 : classé 4e dans la catégorie « Meilleur roman » ;
  - prix Locus 1991 : classé 7e dans la catégorie « Meilleur roman de science-fiction ».